# Marc L. Greenberg
Marc Leland Greenberg (Los Angeles, Kalifornija, 9. studenoga 1961.), američki jezikoslovac, sveučilišni profesor dijalektologije i urednik.

## Život i rad
Studirao je ruski jezik i diplomirao s odlikom iz ruske književnosti 1983. godine na Kalifornijskom sveučilištu u Los Angelesu (UCLA). Studirao je komparativnu slavensku lingvistiku na postdiplomskoj razini, a magistrirao je 1984. na Sveučilištu u Chicagu. Za to vrijeme proučavao je i druge slavenske jezike i redovito pohađao jezične seminare u Rusiji, Čehoslovačkoj, Madžarskoj i Jugoslaviji. Na tečaju češkoga jezika upoznao je Martu Pirnat, sadanju njegovu suprugu (prevela je Povijesnu fonologiju slovenskog jezika, slov. Zgodovinsko glasoslovje slovenskega jezika), s kojom ima dvoje djece. Njegovoj širokoj zainteresiranosti za slovenski jezik pomogla je činjenica da je Marta Slovenka po narodnosti, a za proučavanje dijalektologije i akcentologije nadahnuo ga je Pavle Ivić, koji je u to vrijeme bio gost na UCLA-u. Doktorirao je 1990. disertacijom o prekmurskom, Povijesnoj analizi fonologije i akcentologije prekmurskoga narječja (A Historical Analysis of the Phonology and Accentuation of the Prekmurje Dialect of Slovene) koju je napisao pod mentorstvom Henrika Birnbauma i Alana Timberlakea. Prikupio je materijal za disertaciju na terenu uz financijsku potporu iz Fulbrightova fonda za stipendije. Od godine 2000. voditeljem je Odjela za slavistiku na Sveučilištu u Kansasu, gdje predaje o povijesti ruskoga jezika, staroslavenskome jeziku, poredbenoj slavenskoj lingvistici i sociolingvistici (u svezi s novim postrealsocijalističkim zemljama Istočne Europe).
Zajedno s Markom Snojem uređuje časopis Slovenski jezik/Slovene Linguistic Studies (Slovenski jezikoslovni studiji) koji izlazi od godine 1997., a sam objavljuje članke u mnogim uglednim znanstvenim časopisima (npr. Sprachtypologie und Universalienforschung, International Journal of Slavic Linguistics and Poetics, Slavistična revija). Njegovo je najuspješnije djelo Povijesna fonologija slovenskoga jezika (A Historical Phonology of the Slovene Language), koja objedinjuje starija istraživanja povijesti slovenskoga jezika i uvodi moderne pristupe i nova rješenja. Istraživački rad na knjizi financijski je potpomogla američka ustanova federalne zaklade za humanističke znanosti (The National Endowment for the Humanities).
Naučio je mnoge jezike, od kojih neke tečno govori (ruski, srpski, hrvatski, slovenski, češki), drugi koje razumije (njemački, francuski, albanski, finski, mađarski, latinski, sanskrtski, staroslavenski i drugi moderni slavenski jezici). Osim toga, svira renesansnu lutnju i klasičnu gitaru, uključujući rusku sedmerostrunsku gitaru.
Za svoj rad kao profesor i slovenist primio je nekoliko nagrada, među njima i priznanje slovenske vlade za njegova nastojanja prilikom međunarodnoga priznanja slovenske neovisnosti (1992.). Dobio je i priznanje Američkoga udruženja učitelja slavenskih i istočnoeuropskih jezika (American Association of Teachers of Slavic and Eastern European Languages) za najbolje slavističko djelo godine, nagrađeno u New Yorku godine 2002., za englesko izdanje A Historical Phonology of the Slovene Language. Godine 2005. primio je nagradu Slavističkoga društva Slovenije za iznimna postignuća u slovenistici i promociji slovenskoga jezika u SAD-u i diljem svijeta. Godine 2017. godine izabran je za dopisnoga člana Slovenske akademije znanosti i umjetnosti (SAZU), a 2019. godine proglašen je za veleposlanika znanosti Republike Slovenije (priznanje: ambasador znanosti Republike Slovenije). Glavni je urednik publikacije pod naslovom Encyclopedia of Slavic Languages and Linguistics (hrv. Enciklopedija slavenskih jezika i jezikoslovlja).
Preveo je i 2020. godine izdao Prekomursku gramatiku (Vend nyelvtan) od Avgusta Pavla, koja je pisana 1942. godine.

## Izabrana bibliografija
- A Short Reference Grammar of Slovene. München: Lincom Europa, 2008. ISBN 3-89586-965-1 (COBISS.SI)
- Dialect variation along the Mura. Croatica et Slavica Iadertina, št. 1, str. 107—123. Zadar: Univerza v Zadru, 2005. (COBISS.SI)
- Расцвет и падение взрывных в словенском языке. Вопросы языкознания, št. 1, str. 31—42. Moskva: Ruska akademija znanosti. (COBISS.SI)
- Zgodovinsko glasoslovje slovenskega jezika. Maribor: Aristej, 2002. ISBN 961-220-036-X, (COBISS.SI) (prevod dela: A Historical Phonology of the Slovene Language. Heidelberg: C. Winter, 2000.  ISBN 3-8253-1097-3, (COBISS.SI))
- Slovarček središkega govora (na osnovi zapisov Karla Ozvalda). Slovenski jezik/Slovene Linguistic Studies, št. 2, str. 128—175. Ljubljana: ZRC SAZU, Inštitut za slovenski jezik Frana Ramovša; Lawrence: Univerza Kansasa, 1999. (COBISS.SI)
- (Ur.) The Sociolinguistics of Slovene (v seriji International Journal of the Sociology of Language  Arhivirana inačica izvorne stranice od 27. rujna 2011. (Wayback Machine) 124). Berlin: Mouton de Gruyter, 1997. ISSN 0165-2516 (COBISS.SI)